# Kochliogonopus geayi
Kochliogonopus geayi är en mångfotingart som först beskrevs av Henri W. Brölemann 1898.  Kochliogonopus geayi ingår i släktet Kochliogonopus och familjen Spirostreptidae. Inga underarter finns listade i Catalogue of Life.